# Wantirna
Wantirna is een voorstad van Melbourne in de Australische deelstaat Victoria. Bij de telling van 2016 had Wantirna 13.818 inwoners.